# Acisoma trifidum
Acisoma trifidum là một loài chuồn chuồn ngô thuộc họ Libellulidae. Loài này có ở Angola, Cameroon, Cộng hòa Trung Phi, Cộng hòa Congo, Bờ Biển Ngà, Guinea Xích Đạo, Gambia, Ghana, Guinea, Guinea-Bissau, Liberia, Nigeria, Sierra Leone, Togo, Uganda, Zambia, có thể cả Burundi, có thể cả Kenya, và có thể cả Tanzania. Môi trường sống tự nhiên của chúng là rừng ẩm vùng đất thấp nhiệt đới hoặc cận nhiệt đới, sông ngòi, sông có nước theo mùa, vùng đất ẩm với cây bụi là chủ yếu, đầm nước ngọt, và đầm nước ngọt có nước theo mùa. Chúng hiện đang bị đe dọa vì mất môi trường sống.